# Sarimulya
Sarimulya is een bestuurslaag in het regentschap Karawang van de provincie West-Java, Indonesië. Sarimulya telt 13.792 inwoners (volkstelling 2010).